# Phytoecia katarinae
Phytoecia katarinae là một loài bọ cánh cứng trong họ Cerambycidae.